# Mesjid Tuha (Meureudu)
Mesjid Tuha is een bestuurslaag in het regentschap Pidie Jaya van de provincie Atjeh, Indonesië. Mesjid Tuha telt 1352 inwoners (volkstelling 2010).